# Microptilium palustre
Microptilium palustre är en skalbaggsart som beskrevs av H. Kuntzen 1914. Microptilium palustre ingår i släktet Microptilium, och familjen fjädervingar. Arten har ej påträffats i Sverige.